# Vore Venners Vinter
Vore Venners Vinter er dansk stumfilm fra 1923 med komikerparret Fy og Bi. Filmen er produceret af Palladium og er instrueret af Lau Lauritzen Sr., der skrev filmens manuskript sammen med A.V. Olsen.

## Handling
På en lille café i København møder Fy og Bi en meget sørgmodig ung mand, Per, der er forelsket i en ung pige, Ellen, men hendes far har taget hende med på en rejse, for at hun skal glemme Per, og han ved ikke, hvorhen hun er rejst. Fy og Bi, der bor i en flyttevogn, bliver meget gode venner med Per og lover at hjælpe ham. Om natten, mens de to sover, bliver deres "hus" sat på et tog og ruller nu hurtigt af sted til noget ganske ukendt. Da det endelig lykkes for Fy og Bi at komme ud af vognen, er de nået til Norge, hvor sneen ligger højt over hele landet, og der findes ingen huse i nærheden. På deres vandring finder de pludselig en ung pige, der er styrtet på ski og besvimet. De får hende bragt til en hytte, og hun kommer snart til sig selv igen. Fy og Bi bliver ovenud lykkelige, da den unge pige viser sig at være Ellen.

## Medvirkende
- Carl Schenstrøm
- Harald Madsen
- Philip Bech
- Violet Molitor
- Rasmus Christiansen